# Unité des Communes valdôtaines Grand-Combin
L'Unité des Communes valdôtaines Grand-Combin, denominata fino al 2014 Comunità montana Grand Combin (in francese Communauté de montagne Grand-Combin), è un ente locale che associa gli 11 comuni della Valpelline e della Valle del Gran San Bernardo.
Prende il nome dal monte Grand Combin, il quale, sebbene in territorio svizzero, domina la Valpelline.

## Scopo e attività
Suo scopo principale, ai sensi della legge regionale n 54 del 1998, è quello di esercitare delle funzioni in forma associata per conto dei suoi comuni; tali funzioni sono prevalentemente servizi sociali (asilo nido, scuola, animazioni estive per ragazzi, case di riposo ecc.) e territoriali (raccolta rifiuti, gestione del servizio idrico, impianti sportivi, servizi cartografici ecc..) che per la loro natura sono gestiti nel principi di una maggiore efficienza ed efficacia a livello comunitario rispetto ad una loro gestione comunale. Altri servizi esercitati hanno la finalità di promuovere in maniera unitaria il territorio, la cultura e le tradizioni.

## Comuni
Fanno parte dell'Unité Grand-Combin i comuni di: Allein, Bionaz, Doues, Etroubles, Gignod, Ollomont, Oyace, Roisan, Saint-Oyen, Saint-Rhémy-en-Bosses e Valpelline.

## Sede
La sede si trova a Gignod in fraz. Chez Roncoz n° 29i.
Fanno parte del complesso dell'Unité le sedi distaccate delle microcomunità di Doues, Roisan e Variney (Gignod).